# Barbara Eden
Barbara Eden, född Barbara Jean Moorehead den 23 augusti 1931 i Tucson, Arizona, är en amerikansk skådespelare. Från 1965 till 1970 gjorde hon huvudrollen i TV-serien I Dream of Jeannie. Hon har också spelat mot Elvis Presley i filmen Halvblodet (1960). År 1978 spelade hon huvudrollen i filmen Harper Valley PTA.
Hon föddes i Tucson i Arizona men växte huvudsakligen upp i San Francisco.

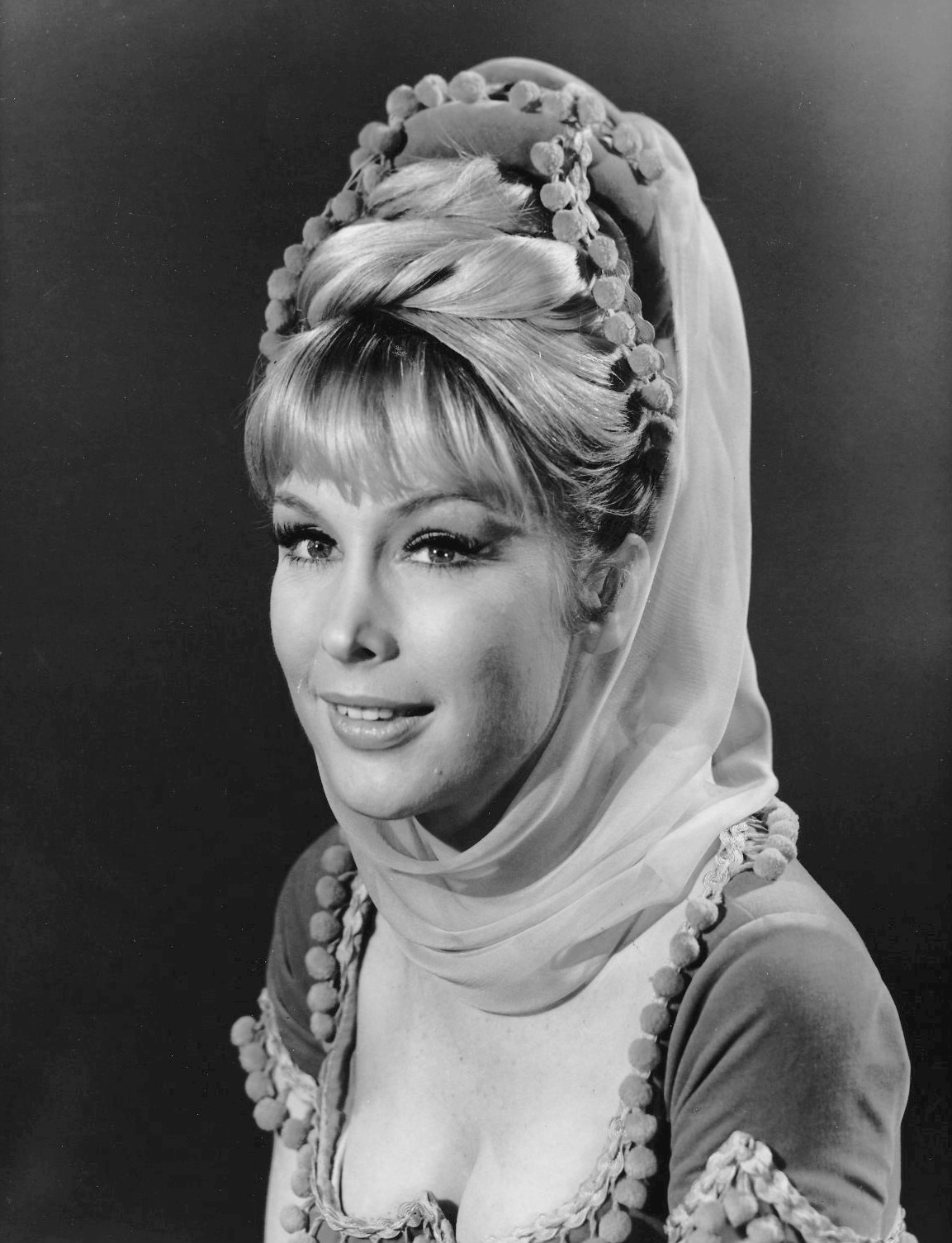
Eden som Jeannie i TV-serien I Dream of Jeannie 1966.